# Biomedical
Biomedical s.r.l. — італійська компанія, що займається виготовленням медичного обладнання та витратних матеріалів. Заснована у 1984 році П'єтро Кастеллаччі; штаб-квартира знаходиться у Флоренції. Спеціалізується на розробці і виробництві систем для біопсії, голок для біопсії та анестезіології, інших одноразових виробів для оперативних втручань та невідкладної допомоги.
Biomedical співпрацює з лікарями і спеціалістами; у 2011 році відкрито дослідницьку лабораторію для постійної співпраці з інженерним факультетом Флорентійського університету.
Частка експорту продукції перевищує 75% від загального обсягу продажів. 

### Продукція
- Мікрохвильова абляція
  - Система для мікрохвильової абляції TATOpro
- Неінвазивна вентиляція легень (NIV) в ендоскопії
  - Вентиляційні маски Janus
- Голки для біопсії кісткової тканини
  - Голки для аспіраційної стернальної пункції (BI), у розібраному вигляді (BIP), і для забору кісткового мозку (BIE)
  - Голки для пункції BLT для забору кісткового мозку
  - Голки BLE для трансплантації кісткового мозку із боковою перфорацією
  - Голки BIL-BILE для стернальної пункції із боковими отворами
  - Голки BL для кісткової трепан-біопсії і трансплантації кісткового мозку

- Голки для біопсії м'яких тканин

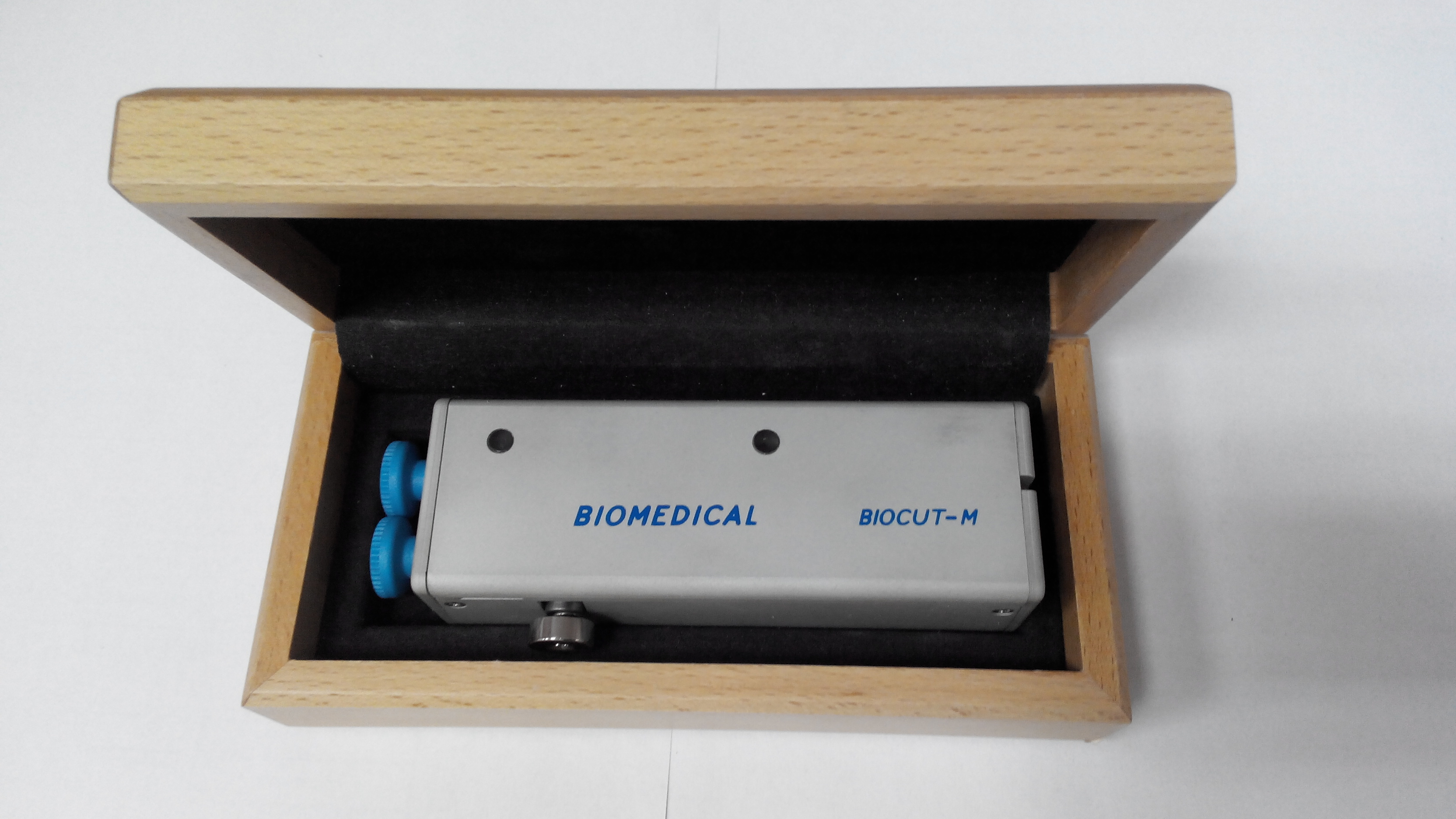
Автоматична багаторазова біопсійна система для м'яких тканин Biocut-M

  - Bioshot, BDS, BD, Biocut-M, Biocut-C, BM, BA, Bioshot New, BDPS, BDP, PG, BE, BC.
- Локалізаційні гачки 
  - Голки IM-IMX для локалізації пухлини у молочній залозі
- Галактографія (дуктографія)
  - Набір для галактографії ID-IDK
- Голки для пневмоперитонеуму
  - AV, AV011, AV021, AV010, AV020, DR-DRH
- Голки для етанолдиструкції
  - Голка IC-IL для етанолдиструкції